# Tibor Tolnai
Tibor Tolnai (ur. 23 września 1964) – węgierski szachista i pokerzysta, arcymistrz od 1990 roku.

## Kariera szachowa
Wielokrotnie startował w finałach indywidualnych mistrzostw Węgier, dwukrotnie (1989, 1995) zdobywając brązowe medale. W 1989 r. reprezentował swój kraj na rozegranych w Hajfie drużynowych mistrzostwach Europy (drugi start w DME odnotował w 1992 r. w Debreczynie, ale w drugiej reprezentacji Węgier), natomiast w 1990 r. uczestniczył – jedyny raz w karierze – w szachowej olimpiadzie w Nowym Sadzie (zdobywając na V szachownicy 7½ pkt w 10 partiach). W 1990 r. wystąpił w turnieju strefowym (eliminacji mistrzostw świata), rozegranym w Starej Zagorze, zajmując VI miejsce w jednej z dwóch grup eliminacyjnych.
Odniósł szereg sukcesów w turniejach międzynarodowych, z których jednym z największych było zajęcie II miejsca w turnieju Dortmunder Schachtage w Dortmundzie w 1989 r. (za Jefimem Gellerem, a przed m.in. Ivanem Sokolovem, Vlastimilem Hortem i Lwem Psachisem). Do innych jego sukcesów należą m.in.:
- dz. II m. w Nałęczowie (1987, dz. II m. za Aleksandrem Goldinem, wspólnie z m.in. Janem Przewoźnikiem),
- I m. w Dortmundzie – dwukrotnie (1987, turniej otwarty oraz 1988, turniej B),
- dz. I m. w Wiesbaden (1988, wspólnie z Eckhardem Schmittdielem i Gaborem Kallai),
- I m. w Kecskemét (1990),
- dz. II m. w Budapeszcie (1990, za Csabą Horváthem, wspólnie z Istvanem Csomem i Józsefem Horváthem),
- dz. II m. w Budapeszcie (1992, za Władimirem Burmakinem, wspólnie z Suatem Atalikiem i Józsefem Horváthem),
- dz. I m. w Balatonbereny (1992, wspólnie z m.in. Aleksandrem Poluljachowem),
- dz. II m. w Mariborze (1993, memoriał Vasji Pirca, za Georgiem Mohrem, wspólnie ze Zdenko Kožulem),
- dz. II m. w Budapeszcie (1993, turniej First Saturday FS08 GM, za Martinem Mrvą, wspólnie z Tiborem Fogarasim),
- dz. II m. w Balatonbereny (1993, za Władimirem Burmakinem, wspólnie z Aleksiejem Ługowojem i Konstantinem Czernyszowem),
- dz. II m. w Budapeszcie (1993, za Ildarem Ibragimowem, wspólnie z Józsefem Horváthem),
- dz. I m. w Balatonbereny (1996, wspólnie z m.in. Peterem Acsem, Peterem Lukacsem, Tiborem Fogarasim, Constantinem Ionescu i Aleksiejem Bezgodowem),
- dz. I m. w Budapeszcie (2000, turniej First Saturday FS04 GM, wspólnie z Zoltanem Vargą i Nguyễn Anh Dũngiem),
- III m. w Balatonlelle (2004, za Adamem Horvathem i Csabą Baloghiem).

Najwyższy ranking w karierze osiągnął 1 stycznia 1998 r., z wynikiem 2560 punktów zajmował wówczas 7. miejsce wśród węgierskich szachistów.

## Kariera pokerowa
Od 1998 r. jest stałym uczestnikiem prestiżowych turniejów pokerowych, największe sukcesy odnosząc w Novej Goricy (2000, Torneo Di Poker 2000, II m.), Wiedniu (2000, Austrian Masters, III m. oraz 2001, Vienna Spring Festival, III m.), Bregenz (2005, Bregenz Open, I m.), Budapeszcie (2006, Budapest Poker Open, II m.) oraz Innsbrucku (2009, CAPT Innsbruck, I m.). Do maja 2009 r. w rozgrywkach tych zarobił ponad 221 tysięcy dolarów.